# ماتیا بیسو
ماتیا بیسو (انگلیسی: Mattia Biso؛ زادهٔ ۶ مهٔ ۱۹۷۷) بازیکن فوتبال اهل ایتالیا است.
از باشگاه‌هایی که در آن بازی کرده‌است می‌توان به باشگاه فوتبال اسپتزیا، باشگاه فوتبال آسکولی، باشگاه فوتبال فروزینونه، باشگاه فوتبال آنکونا، باشگاه فوتبال کاتانیا، باشگاه فوتبال مونتسا، و باشگاه فوتبال سمپدوریا اشاره کرد.